# 克里斯托弗·西克斯
克里斯托弗·西克斯（法語：Christopher Six，1985年9月12日—），法国男子马术运动员，2020年国家杯团体三项赛勒潘欧阿拉站金牌得主、2020年夏季奥林匹克运动会团体三项赛铜牌得主。